# Sean Eadie
Sean Patrick Eadie (Sídney, 15 de abril de 1969) es un deportista australiano que compitió en ciclismo en la modalidad de pista, especialista en las pruebas de velocidad.
Participó en dos Juegos Olímpicos de Verano, en los años 2000 y 2004, obteniendo una medalla de bronce en Sídney 2000 en la prueba de velocidad por equipos (junto con Darryn Hill y Gary Neiwand).
Ganó cuatro medallas en el Campeonato Mundial de Ciclismo en Pista entre los años 1997 y 2002.

## Medallero internacional
| Juegos Olímpicos   | Juegos Olímpicos     | Juegos Olímpicos  | Juegos Olímpicos      |
| Año                | Lugar                | Medalla           | Competición           |
| ------------------ | -------------------- | ----------------- | --------------------- |
| 2000               | Sídney (Australia)   | Medalla de bronce | Velocidad por equipos |
| Campeonato Mundial |                      |                   |                       |
| Año                | Lugar                | Medalla           | Competición           |
| 1997               | Perth (Australia)    | Medalla de bronce | Velocidad por equipos |
| 2001               | Amberes (Bélgica)    | Medalla de plata  | Velocidad por equipos |
| 2002               | Ballerup (Dinamarca) | Medalla de oro    | Velocidad individual  |
| 2002               | Ballerup (Dinamarca) | Medalla de plata  | Velocidad por equipos |